# Oda Hesenská
Oda nebo také Ota či Uta (asi 874 – 899/903) byla manželka Arnulfa Korutanského, východofranská královna a římskoněmecká císařovna, matka ze dne Ludvíka IV. a dcera Berengara Hesenského.
O Odě je toho známo jen velmi málo. Její jméno se objevuje na dokumentech jejího manžela z počátku a konce jeho vlády, které se týkají církevních záležitostí. K jejich svatbě zřejmě došlo v roce 888, Arnulf zřejmě tímto manželstvím chtěl získat podporu jejího rodu, Konrádovců, kteří vládli v Bavorsku a Lotrinsku. Nebyla korunována, ale zřejmě energicky podporovala manželovu vládu.
Nejpozoruhodnější události týkající se Ody došlo v červnu 899, kdy byla obviněna z cizoložství a byla předvolána do Řezna. Císařovna trvala na své nevině, 72 šlechticů přísahalo, že nevinná skutečně je, a tak nakonec byla propuštěna. Tento incident však zřejmě ještě zhoršil už tak špatné zdraví jejího manžela, který na konci téhož roku zemřel.
Arnulfovým nástupcem ve východofranské říši se stal jejich teprve šestiletý syn, Ludvík IV. Dítě. Ten byl dán do péče několika významných šlechticů. Oda tak vlastně mizí z dějin, ale zřejmě se stáhla na území své rodiny a v roce 903 je zmiňována jako mrtvá. Svůj majetek odkázala církvi.
Jejím synem Ludvíkem nakonec roku 911 vymřeli východofranští Karlovci po meči. Ludvíkův nástup na trůn byl počátkem krize a rozkladu říše.